# زکریا سانوگو
زکریا سانوگو (انگلیسی: Zakaria Sanogo؛ زادهٔ ۱۱ دسامبر ۱۹۹۶) بازیکن فوتبال اهل بورکینافاسو است.
از باشگاه‌هایی که در آن بازی کرده است می‌توان به باشگاه فوتبال استراسبورگ اشاره کرد.
وی همچنین در تیم ملی فوتبال بورکینافاسو بازی کرده است.